# Kanton Les Sables-d'Olonne
Kanton Les Sables-d'Olonne (fr. Canton des Sables-d'Olonne) je francouzský kanton v departementu Vendée v regionu Pays de la Loire. Tvoří ho šest obcí.

## Obce kantonu
- Château-d'Olonne
- L'Île-d'Olonne
- Olonne-sur-Mer
- Les Sables-d'Olonne
- Sainte-Foy
- Vairé